# Stanisław Antoni Ceder Domaradzki
Stanisław Antoni Ceder Domaradzki herbu Gryf (zm. w 1735 roku) – wicesgerent lubelski w latach 1730-1734, subdelegat lubelski w 1718 roku.